# Breedhalsglimmer
De breedhalsglimmer (Amara fusca) is een keversoort uit de familie van de loopkevers (Carabidae). De wetenschappelijke naam van de soort werd in 1828 gepubliceerd door Pierre François Marie Auguste Dejean.